# 彼得 (捕鼠大臣)
彼得（英語：Peter）是英國的一隻黑貓，內閣辦公廳的第二任首席捕鼠大臣，於1929年至1946年間就任該職。牠常被視為第一隻正式擔任此職位的貓，因為牠的前任財政比爾（Treasury Bill）任期尚不到一年，且未被正式授職。
1929年，英國財政部同意撥出每日一便士的費用，使內政部能夠畜養彼得。至1946年時，財政部不願再給年事已高、17歲的彼得提供津貼，於是彼得被迫退休，並在同年遭安樂死。其後，由一隻兩個月大的小貓彼得二世接替他的職位。